# Dan Van Severen
Dan Van Severen (* 8. Februar 1927 in Lokeren, Belgien; † 15. Februar 2009 in Gent) war ein abstrakter belgischer Maler. Er gilt als wichtiger Vertreter der belgischen Geometrischen Abstraktion und des minimalistischen Konstruktivismus.

## Leben und Werk

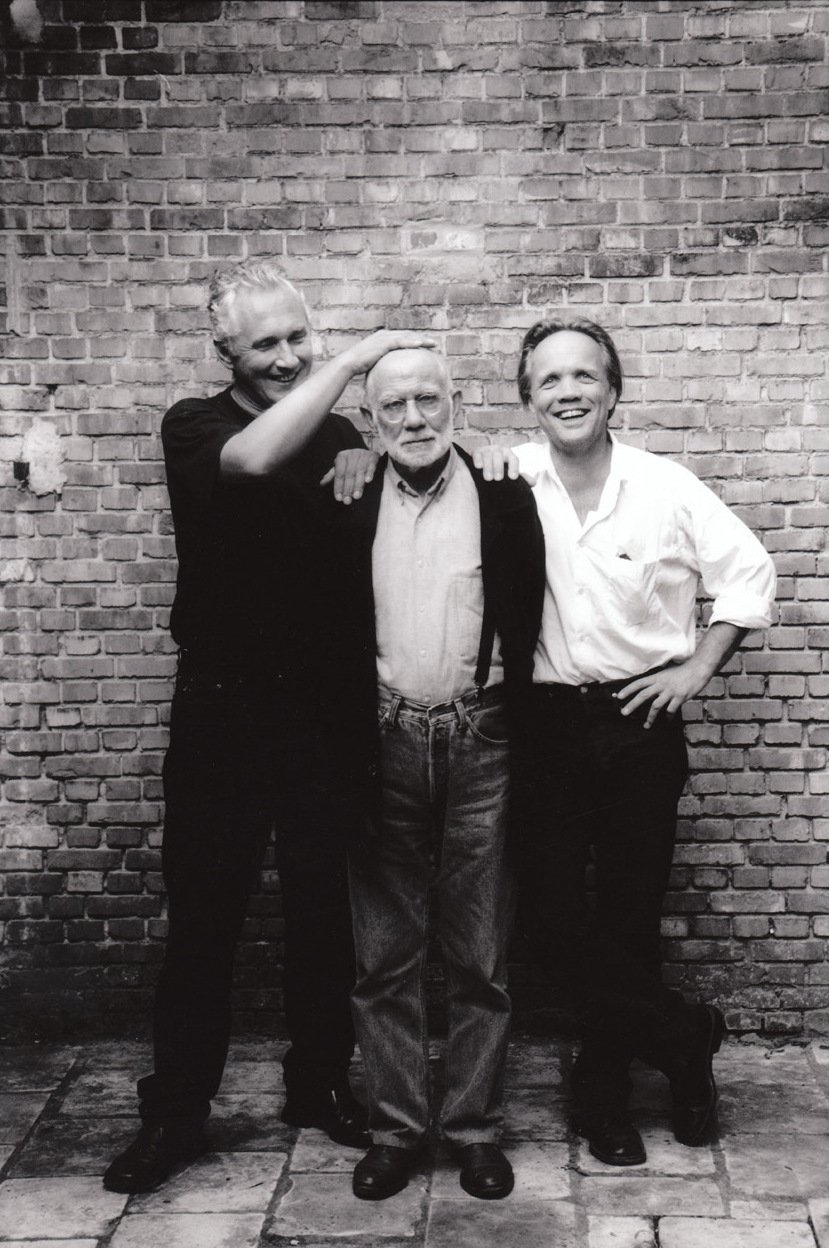
Dan Van Severen mit seinen Söhnen Maarten (links) und Fabian

Dan Van Severen studierte am Institut Sint-Lucas in Gent und an der Akademie der Schönen Künste in Antwerpen.
In den 1950er Jahren reduzierte Van Severen seinen malerischen Wortschatz. Graue Formen in verschiedenen Schattierungen dominieren in seinen Bildern vor einem blauen oder braunen Hintergrund. Er reduzierte seine Bilder immer weiter um eine einzigartige visuelle Sprache zu finden, wo ein geometrisches Element, ein Diamant, Kreuz, Kreis oder eine Diagonale im Mittelpunkt steht. Er nutzte vor allem Weiß- und Grautöne, Tusche und Kohle für seine Arbeiten.
Im Jahr 1967 war Dan Van Severen Teilnehmer der Biennale von São Paulo in Brasilien und war im Jahr 1968 mit sieben seiner geometrisch-abstrakten Bilder Teilnehmer der 4. documenta in Kassel.
Seit 1972 war Van Severen Dozent für Malerei in Gent. Auch seine Söhne wurden Künstler: Maarten Van Severen (1956–2005) war Möbeldesigner und Innenarchitekt, Fabian Van Severen ist Designer.